# جان کوپر ورکس
جان کوپر ورکس (انگلیسی: John Cooper Works) شرکت خودروسازی بریتانیایی است، که در سال ۲۰۰۲ تأسیس شد.